# Montaje (edición de películas)
El montaje es una técnica para editar películas en la que se intercalan una serie de tomas fílmicas en una secuencia para mostrar en poco tiempo mucha información. El término se ha utilizado en diversos contextos y fue introducido en el cine principalmente por Serguéi Eisenstein. Los primeros directores soviéticos lo usaron como sinónimo de edición creativa. En francés, la palabra montaje, aplicada al cine, simplemente denota la edición. El término secuencia de montaje lo han utilizado principalmente estudios británicos y estadounidenses, y se refiere a la técnica común que se describe en este artículo.
La secuencia de montaje suele usarse para sugerir el paso del tiempo, más que para crear un significado simbólico, como lo hace la teoría del montaje soviético.
Desde la década de 1930 hasta los años 50, la creación de las secuencias de montaje, combinadas a menudo con diversas tomas cortas, con efectos ópticos especiales (esfumar, disolver, pantallas divididas, exposiciones dobles y triples), baile y música, ha sido una tarea que solía trabajar el editor.

## Desarrollo
La palabra montaje vino a identificar, en particular el corte rápido y repentino que empleaba Eisenstein en sus películas. Su uso sobrevive hasta el día de hoy, en las "secuencias de montaje" creadas especialmente, insertadas en las películas hollywoodenses para sugerir, en una imagen borrosa de dobles exposiciones, el surgimiento de un/a cantante de ópera al estrellado o, en breves instantáneas de modelos, la destrucción de un aeroplano, de una ciudad o de un planeta.

 Dos dispositivos comunes de secuencias de montaje que se emplearon son el diario y el ferrocarril. En el diario, hay múltiples tomas cortas de los diarios impresos (múltiples tomas cortas por secuencias de los papeles que se mueven entre los rodillos, los papeles de diario que salen en el fin de la prensa, un impresor mirando un papel) y titulares al hacer zoom encima de la pantalla que dice lo que tenga que decirse. Hay dos montajes, por ejemplo, en  It Happened One Night. En el típico montaje de un ferrocarril, las tomas cortas incluyen las locomotoras que se acercan hacia la cámara, las ruedas gigantes que cruzan al otro lado de la pantalla y los largos trenes que pasan rápidamente delante de la cámara mientras los carteles que especifican el destino del viaje aparecen en la pantalla.[cita requerida]
El rollo montaje es una forma de montaje en pantallas múltiples, desarrollada específicamente para la imagen emotiva en un navegador de internet. El rollo montaje suele utilizarse en trabajos audiovisuales para verificar que el sonido y la imagen emotiva estén separados y son autónomos: el audio en estos trabajos suele transmitirse encima (radio por Internet) y el vídeo se transmite por separado.

## Directores famosos

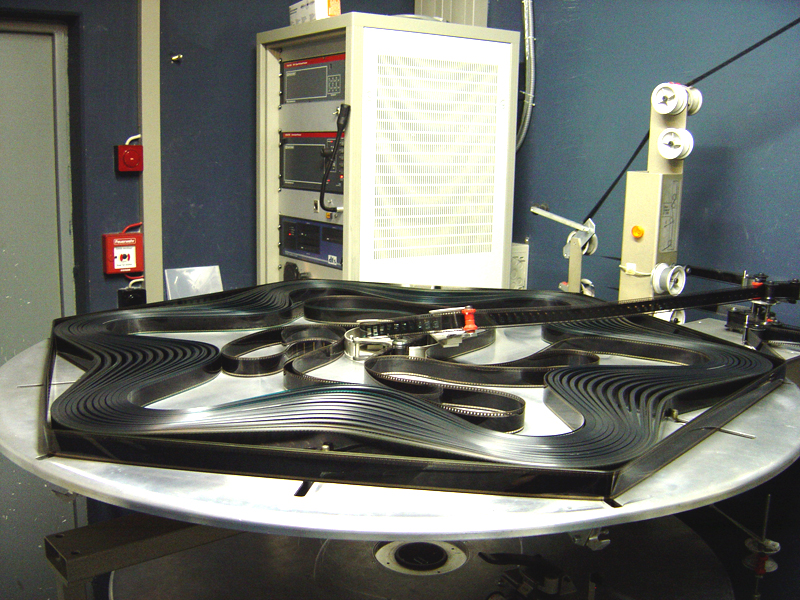
Equipo de montaje analógico. Quedaron en desuso cuando las películas pasaron a formato digital.

El crítico de cine Ezra Goodman habla de las contribuciones de Slavko Vorkapić, quien trabajó en la Metro-Goldwyn-Mayer y fue el especialista en montaje más conocido de la década de 1930. De 1933 a 1942, Don Siegel, quien luego fue un destacado director de cine, dirigía el departamento de montaje en la Warner Brothers. Realizó las secuencias de montaje para centenares de largometrajes; por ejemplo, Confessions of a Nazi Spy, Knute Rockne All American, Blues in the Night, Yankee Doodle Dandy, Casablanca, Action in the North Atlantic, Gentleman Jim y They Drive by Night. En una entrevista, Don Siegel explicó a Peter Bogdanovich en qué difieren sus montajes de los habituales:

Siegel leía el guion de la película para descubrir la historia y la acción, y tomaba luego una descripción de un reglón del guion del montaje y escribía su propio guion de cinco páginas. Los directores y los jefes de estudio le dejaron solo porque nadie podría entender qué estaba haciendo. Experimentaba continuamente. También trataba de hacer que el montaje correspondiera al estilo de cada director: atenuado, para un director apagado; entusiasmado, para un director apasionado.

Siegel seleccionó el montaje para Triunfo supremo (1942), para Las aventuras de Mark Twain (1944) y para Confessions of a Nazi Spy (1939).

## Uso de la capacitación deportiva
El montaje en la capacitación deportiva es un montaje estándar para fines didácticos. Se originó en el cine estadounidense, pero desde entonces se aplicó también a las películas de artes marciales de Asia Oriental.[cita requerida]

### Convenciones y clichés
Los elementos estándares de montaje de entrenamiento deportivo incluyen un enredo en el que el héroe deportista se enfrenta a su posible fracaso por no haber entrenado adecuadamente. El individuo se compromete en su entrenamiento físico a través de una serie de secuencias cortas, en tomas cortas. Una canción inspiradora (a menudo, de música de rock) es lo único que se oye, en el fondo. Al final del montaje, han transcurrido varias semanas en tan sólo unos cuantos minutos, y el héroe se prepara ahora para la gran competencia. Uno de los ejemplos más conocidos es la secuencia de entrenamiento de la película Rocky (1976).
La sencillez de esta técnica y su uso excesivo en películas estadounidenses han convertido esta técnica en un cliché del que se burlan, por ejemplo, en un episodio de South Park, "Asspen". Cuando Stan Marsh debe convertirse en un experto en esquí en poco tiempo, su entrenamiento comienza con una secuencia en la que una canción motivadora recita de manera explícita las técnicas y los requisitos de un exitoso montaje de secuencia deportiva al mismo tiempo que ocurre en la pantalla. La misma canción se usó después en Team America: World Police, en una secuencia similar.[cita requerida]
En "Once More, with Feeling", un episodio de Buffy the Vampire Slayer, Buffy Summers hace una larga rutina de ejercicios mientras Rupert Giles canta una canción; esta distorsión en el tiempo es algo que se convirtió en un montaje convencional. Antes de esta secuencia, Buffy Summers dijo que le preocupaba el hecho de que "toda esta sesión va a convertirse en una secuencia de montaje de entrenamiento del cine de los años 80, a lo que Rupert Giles respondió: "Bueno, si oímos cualquier tono de un acorde inspirador, lo aceptaremos hasta que desaparezca". La película Buffy the Vampire Slayer incluye un montaje de entrenamiento que se volvió cliché.[cita requerida]
La música en estas escenas de montajes de entrenamiento se han convertido en culto, con muchos seguidores: artistas como Robert Tepper, Stan Bush y Survivor aparecen en varias bandas sonoras de los 80s. Canciones como "Far from Over", de Frank Stallone, y "Break the Ice", de John Farnham, son ejemplos de canciones de rock que ejemplifican la música que aparecieron en los montajes de películas de acción de los años 80.